# All Stars (série de televisão)
All Stars é uma série de televisão neerlandesa de comédia dramática produzida entre 1999 e 2001 pela Omroepvereniging VARA e  M&B FILM3 BV. A série é baseada no filme All Stars de 1997 dirigido por Jean van de Velde. Nos papéis principais estão Roeland Fernhout, Kasper van Kooten, Thomas Acda, Cas Jansen, Daniël Boissevain e Antonie Kamerling. A série foi premiada com um Emmy Internacional de melhor drama em 2000.

## Enredo
All Stars, é um spin-off de Jean van de Velde sobre um grupo de jogadores de futebol amadores, os Swift Boys.

## Produção
All Stars foi dirigido e escrito por Jean van de Velde e produzido por Rolf Koot, a mesma equipe do filme All Stars de 1997,  de onde série é baseada.

## Elenco
- Roeland Fernhout .... Bram Roodt (1ª temporada)
- Dirk Zeelenberg .... Bram Roodt (2ª e 3ª temporada)
- Daniël Boissevain .... Johnny Meeuwse (1ª temporada)
- Kees Boot .... (2ª e 3ª temporada)
- Raymi Sambo .... Paul Murphy
- Kasper van Kooten .... Peter F. de Boer
- Peter Paul Muller  ... Mark van der Wesseling
- Cas Jansen ... Nemo
- Thomas Acda ... Willem Overdevest
- Frank Lammers ... Berrie van Gerwen
- Antonie Kamerling ... Hero van Dijk